# Hibiscus chancoae
Hibiscus chancoae är en malvaväxtart som beskrevs av Antonio Krapovickas och Fryxell. Hibiscus chancoae ingår i Hibiskussläktet som ingår i familjen malvaväxter. Inga underarter finns listade i Catalogue of Life.